# Bayantsogt
Bayantsogt (tiếng Mông Cổ: Баянцогт) là một sum của tỉnh Töv ở Mông Cổ. Vào năm 2007, dân số của sum là 2.020 người.

## Địa lý
Sum có diện tích khoảng 1.500 km2. Trung tâm sum, Dund-Urt, nằm cách tỉnh lỵ Zuunmod 134 km và thủ đô Ulaanbaatar 91 km.

### Khí hậu
Bayantsogt có nhiệt độ trung bình hàng năm là 4 °C. Tháng ấm nhất là tháng 7, khi nhiệt độ trung bình là 25 °C và lạnh nhất là tháng 1, với −22 °C. Lượng mưa trung bình hàng năm là 401 mm. Tháng ẩm ướt nhất là tháng 7, với lượng mưa trung bình là 93 mm, và khô nhất là tháng 2, với 2 mm.

## Kinh tế
Sum có một trường học, bệnh viện, trung tâm thương mại và nhà văn hóa.